# 勒弗雷讷卡米伊
勒弗雷讷卡米伊（法語：Le Fresne-Camilly，法語發音：[lə fʁɛn kamiji] ⓘ）是法国卡尔瓦多斯省的一个市镇，属于卡昂区。

## 地理
勒弗雷讷卡米伊（49°15'38"N, 0°29'15"W）面积7.06 平方千米，位于法国诺曼底大区卡爾瓦多斯省，该省份为法国西北部沿海省份，北濒大西洋英吉利海峡，东北与滨海塞纳省以海上边界相接，东临厄尔省，南至奧恩省，西与芒什省接壤。
与勒弗雷讷卡米伊接壤的市镇（或旧市镇、城区）包括：方丹亨利、塔昂、瑟勒河桥村、罗镇、贝桑地区穆兰。

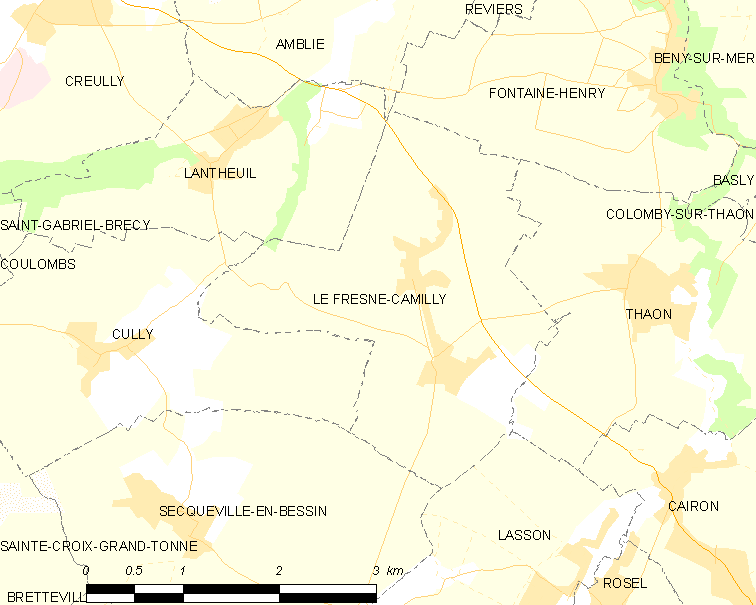
勒弗雷讷卡米伊的OSM定位图

勒弗雷讷卡米伊的时区为UTC+01:00、UTC+02:00（夏令时）。

## 行政
勒弗雷讷卡米伊的邮政编码为14480，INSEE市镇编码为14288。

## 政治
勒弗雷讷卡米伊所属的省级选区为蒂和米县。

## 人口

1962-2008年间勒弗雷讷卡米伊人口变化图示

勒弗雷讷卡米伊于2022年1月1日时的人口数量为951人。